# 承安 (金)
承安（しょうあん）は、金の章宗の治世で用いられた元号。1196年 - 1200年。
- 明昌7年11月23日：即日改元。
- 承安5年12月1日：翌年より「泰和」と踰年改元の詔が下る。

## 西暦・干支との対照表
| 承安 | 元年   | 2年    | 3年    | 4年    | 5年    |
| 西暦 | 1196年 | 1197年 | 1198年 | 1199年 | 1200年 |
| 干支 | 丙辰   | 丁巳   | 戊午   | 己未   | 庚申   |